# Skuwka sznurowadła

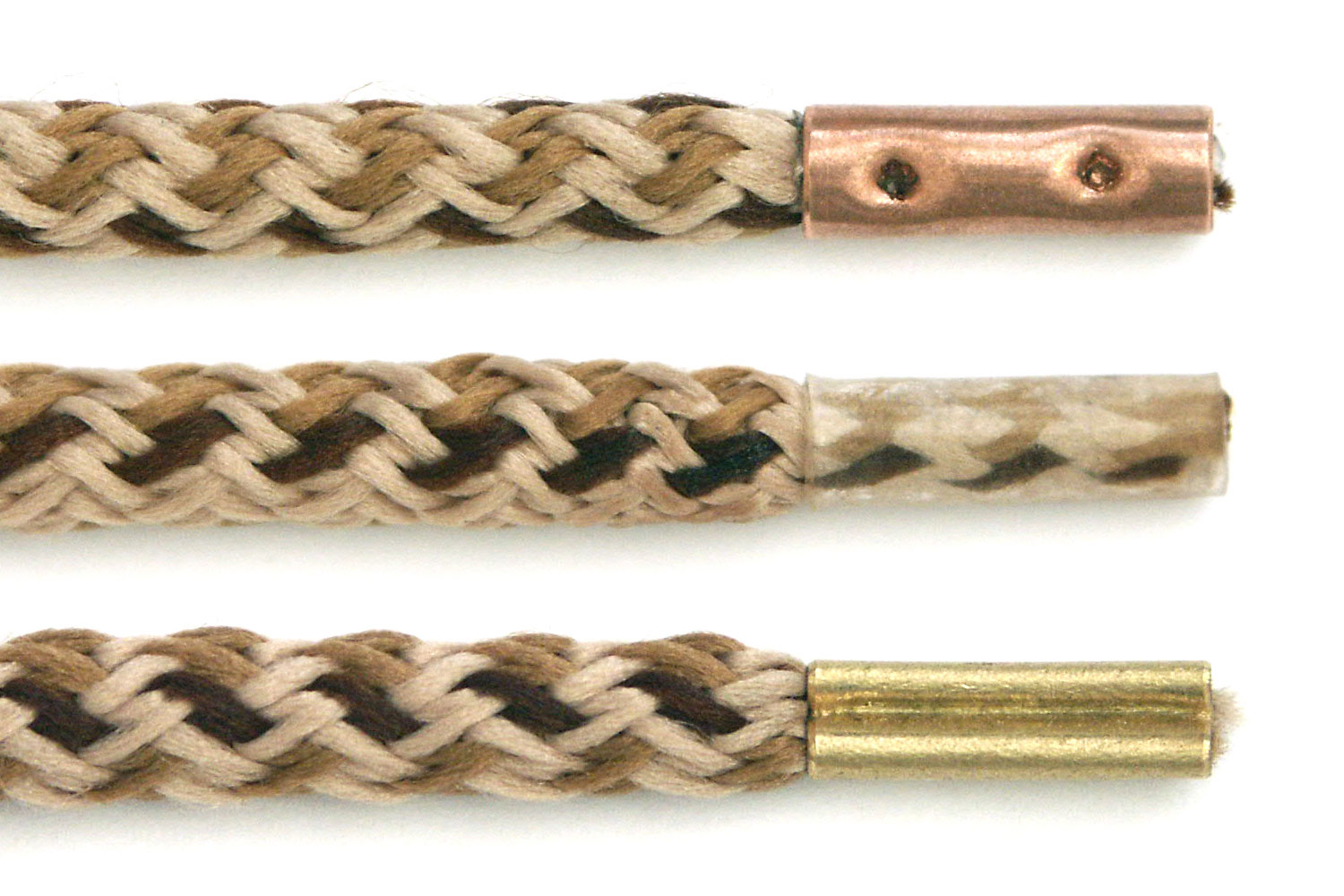
Miedziana, plastikowa oraz mosiężna skuwka

Skuwka – niewielka plastikowa lub metalowa osłona występująca zwykle na zakończeniu sznurowadła, a czasem także liny bądź sznurka, chroniąca je przed strzępieniem. Jej twardość i zwartość ułatwiają również przeciskanie ich przez dziurki bądź inne wąskie szczeliny.
Skuwka określana bywa także zapożyczonym słowem „aglet” (lub „aiglet”), które wywodzi się ze starofrancuskiego „aguilette” (lub „aiguilette”) i jest zdrobnieniem od „aguille” (lub „aiguille”) oznaczającego igłę.
Obecnie skuwki robione są przeważnie z plastiku, jednak w przeszłości wykonywano je z metali, szkła albo kamienia. Wiele z nich było wysoce zdobionych i miało dekoracyjny charakter. Takie skuwki tworzone były ze srebra, złota i innych drogich materiałów. Przed wynalezieniem guzików stosowane były na końcach sznurków, wstążek lub rzemyków pozwalających sznurować ubrania. Czasami formowane były na kształt małych figurek.
Dzisiaj, w warunkach domowych, skuwki mogą być zrobione z takich materiałów jak: taśma klejąca, klej, wosk, żywica, włóczka, zgrzewany plastik, metalowa tubka bądź też przez zwykłe nadtopienie albo związanie końca sznurowadła.